# Instytut Mofet

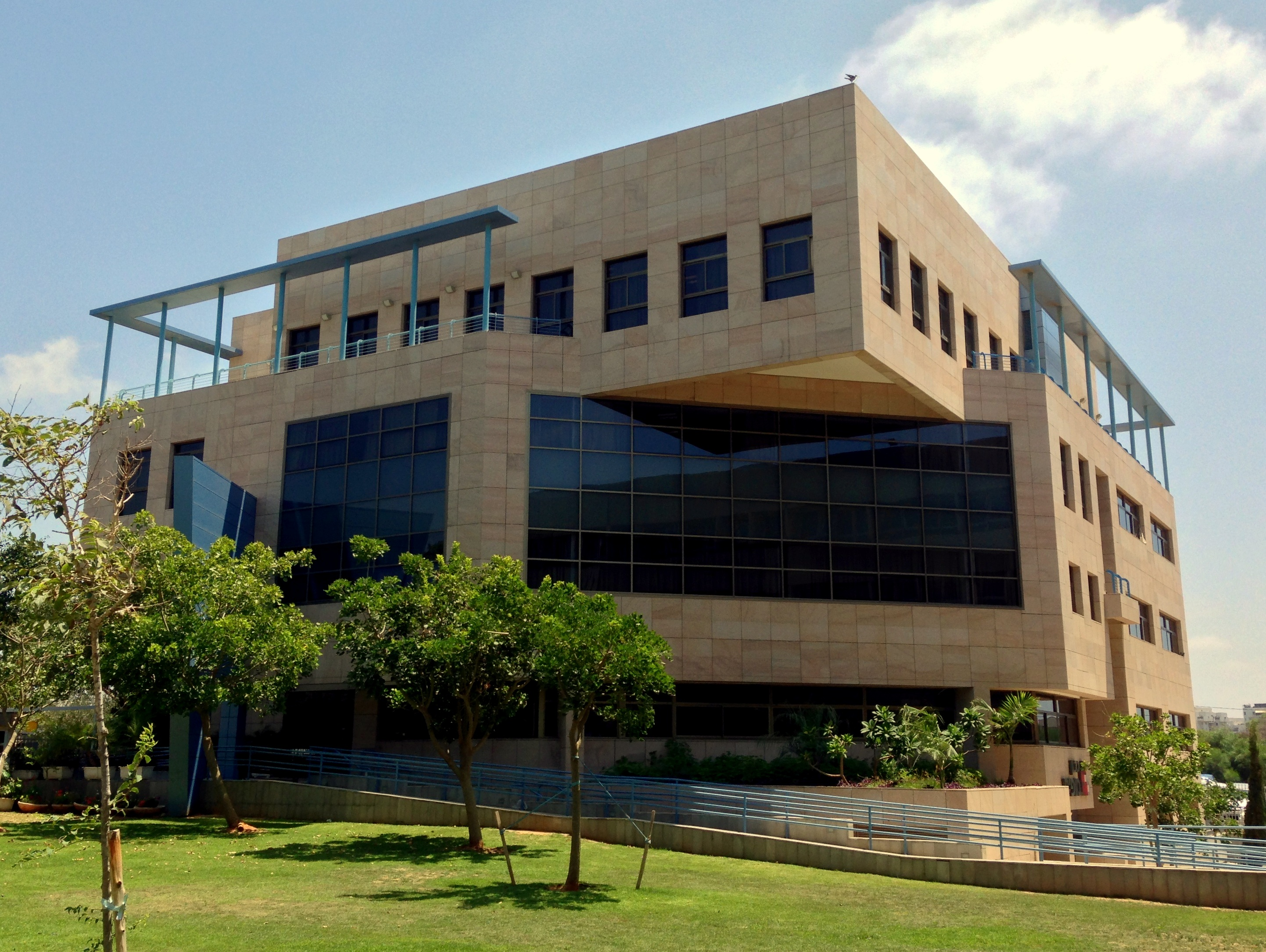
Kampus na Instytut Mofet

Instytut Mofet (ang. The Mofet Institute) jest uczelnią w Izraelu. Uczelnia jest położona w osiedlu Migdale Ne’eman w mieście Tel Awiw. Instytut jest centrum badań i rozwoju programów kształcenia nauczycieli i programów nauczania w college'ach w Izraelu.

## Historia
Izraelskie Ministerstwo Edukacji odczuwało w latach 80. XX wiek brak informacji na temat skuteczności programów nauczania w Izraelu. Brakowało również dostatecznych informacji na temat potrzeb nauczycieli odnośnie do zmian programów edukacyjnych. Z tego powodu w 1983 utworzono Instytut Mofet, który prowadzi badania nad doskonaleniem systemów edukacyjnych oraz przeprowadza różnorodne szkolenia nauczycieli.

## Działania Instytutu
Instytut umożliwia nauczycielom podzielenie się swoim osobistym doświadczeniem zawodowym i wiedzą praktyczną z innymi nauczycielami. W tym celu jest prowadzona działalność publikacyjna Instytutu. Odrębny dział badawczy przeprowadza niezbędne dla funkcjonowania Instytutu badania, gromadząc informacje o poziomie nauczania w izraelskich college'ach. Celem działalności jest podnoszenie poziomu nauczania i tym samym poprawianie wizerunku college'ów. Równocześnie przeprowadzane są międzykolegialne spotkania nauczycielskie, które odbywają się w Instytucie lub w różnych innych miejscach plenerowych. Podczas tych spotkań są omawiane liczne tematy z dziedziny kształcenia nauczycieli.
Instytut prowadzi także specjalistyczne programy edukacyjne, które są realizowane na sześciu kierunkach:
- Pedagogika nauczania
- Nauczanie akademickie
- Zarządzanie pedagogiką akademicką
- Zarządzanie nauczycielami
- Technologie informacyjne i komunikacyjne
- Badania statystyczne[2].

## Transport
Instytut znajduje się przy drodze ekspresowej nr 2  (Tel Awiw-Netanja-Hajfa), która krzyżuje się tutaj z autostradą nr 5  (Tel Awiw-Petach Tikwa-Ari’el).